# ウビラ
ウビラとは、コンゴ民主共和国東端部の南キヴ州に属する都市の1つである。2025年2月24日以降は同州の臨時州都となっている。

## 地理・交通

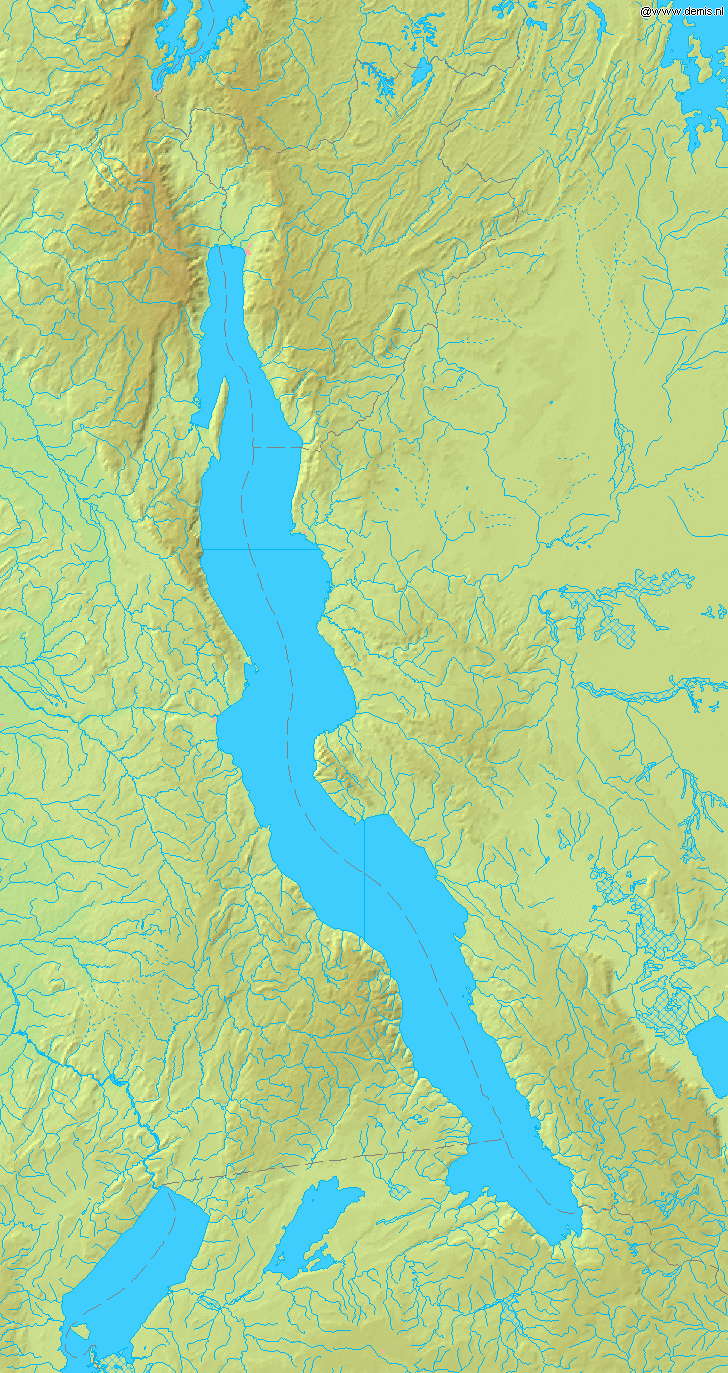
湖の上に点線で書かれた国境線を北へ辿り、湖の北岸に達した場所の西側がウビラの位置である。逆に国境の東側がブジュンブラの位置である。そこから湖の東岸を南下して点線で書かれた国境を越えた先、湖に少しだけ張り出した場所の付近がキゴマの位置である。逆に、ウビラから湖の西岸を南下して最初の北に向いた大規模な湾の奥がフィージの位置である。さらに湖の西岸を南下して河川が西へと流出している付近が、カレミの位置である。なお、この河川がタンガニーカ湖からの唯一の流出河川のルクガ川である。さらに湖の南端部のタンザニアとザンビアの国境が接する付近のザンビア側に、ムプルングの位置である。これ以外に注目すべき場所として、地図の北端部のキブ湖の南岸付近に位置する、南キヴ州の州都のブカヴが挙げられる。

### 水上交通
ウビラはタンガニーカ湖の北端部、ルジジ川がタンガニーカ湖へと流入する付近の湖畔に形成された都市の1つである。少し東にはブルンジとの国境が走っており、同じくタンガニーカ湖の北端部の畔に、2019年までブルンジの首都であったブジュンブラが存在する。ウビラとブジュンブラは互いに港を有した都市同士であり、船便が運行されている。
これ以外に、ウビラからは同じコンゴ民主共和国のカレミとも船便で結ばれている。さらに、ウビラからはタンザニアのキゴマ、ザンビアのムプルングへも船便が運行されている。

### 陸上交通
タンガニーカ湖周辺の道路は、21世紀初頭においても、あまり整備が進んでいるとは言い難い状況にある。そのような状況でもウビラは、以下の場所と道路で結ばれている。

#### コンゴ民主共和国内
タンガニーカ湖西岸の湾の奥に位置するフィージとウビラは、道路で結ばれている。さらに先、ルクガ川の傍のカレミまで、道路で行く事自体は可能である。
タンガニーカ湖から離れる方面へ目を向けると、南キヴ州の州都であるブカヴとも、ウビラは道路で結ばれている。

#### コンゴ民主共和国外
ウビラから行くためには国境を越える必要があるものの、距離的には近いブルンジのブジュンブラへは道路でも結ばれている。
またタンガニーカ湖から離れる方面へ目を向けると、ルワンダへと入る道路も存在する。

## 医療
ウビラの大病院は、周辺地域の医療も担っている。その範囲はコンゴ民主共和国内の南に約60 kmのフィージから、北に約80 kmのルワンダとの国境の町の付近に及ぶ。しかしながら、この範囲の外側の住民が、医療を受けるためにウビラの大病院を利用する場合もある。

## 人口
2020年時点でのウビラの人口は、約59万人と推定された。

## 政情・経済
コンゴ民主共和国は1960年の独立以来、内戦やクーデターなどが20世紀の間、断続的に続いてきた。この内戦などで、コンゴ民主共和国の経済は大打撃を受けてきた。ただ2003年に内戦は、一応の終結を見た。しかし、特にコンゴ民主共和国の東部では、2003年以降も武装勢力が反政府活動を継続してきた。
このような状況の中で2017年には、武力衝突がウビラの市域で発生した。すなわち、反政府勢力のCNPSCによる大規模な攻撃に対して、コンゴ民主共和国の政府軍などが報復攻撃を加え、ウビラは内戦状態に陥った。

## 宗教
南キヴ州に属するウビラは、キリスト教カトリックの教区でも、同州州都であるブカヴの教区に属する。

## 歴史
モブツ・セセ・セコの時代のウビラは、この地域で最重要の都市であった。しかしながら、南キヴ州の州都はブカヴへと移転してしまった。
2025年2月、ブカヴが反政府勢力に占領されたためウビラが臨時の州都となった。